# Tom à la ferme (pièce de théâtre)
 (août 2014).
Si vous disposez d'ouvrages ou d'articles de référence ou si vous connaissez des sites web de qualité traitant du thème abordé ici, merci de compléter l'article en donnant les références utiles à sa vérifiabilité et en les liant à la section « Notes et références ».
Pour les articles homonymes, voir Tom à la ferme.

Tom à la ferme est une pièce de théâtre écrite en 2009 par l'auteur québécois Michel Marc Bouchard.
Elle fut créée pour la première fois le 11 janvier 2011 au Théâtre d'Aujourd'hui à Montréal, dirigée par Marie-Thérèse Fortin et mise en scène par Claude Poissant. 
La pièce fut également adaptée au cinéma en 2013 par Xavier Dolan.

## Synopsis
Tom est un jeune citadin d'un peu plus de vingt ans, travaillant dans une boîte de publicité. À la mort de son compagnon, il décide de se rendre à la ferme tenue par la mère de ce dernier, Agathe, pour l'enterrement. Lorsqu'il arrive, Tom se rend vite compte qu'Agathe n'est pas au courant de l'homosexualité de son fils. Tom se présente donc comme un collègue de son amant. Mais arrive Francis, le frère aîné du défunt. Violent, il menace Tom de le tuer s'il venait à dire la vérité à Agathe. Tom, terrifié, accepte de mentir...

## Distribution
Distribution lors de la première de la pièce : 
- Éric Bruneau : Francis
- Alexandre Landry : Tom
- Lise Roy : Agathe
- Evelyne Brochu : Sara

Evelyne Brochu et Lise Roy conservent leur rôle dans l'adaptation cinématographique de Xavier Dolan, qui interprète d'ailleurs lui-même le personnage de Tom.

## Distinctions
- La pièce a reçu le prix de la SACD de la dramaturgie francophone 2011.
- Elle a atteint la finale du prix Michel-Tremblay 2011 pour la meilleure pièce créée à la scène au Canada.